# Дорофіївський
Дорофіївський (рос. Дорофеевский) — хутір у Котельніковському районі Волгоградської області Російської Федерації.
Населення становить 293  особи. Входить до складу муніципального утворення Генераловське сільське поселення.

## Історія
Хутір розташований у межах українського історичного та культурного регіону Жовтий Клин.
Згідно із законом від 14 березня 2005 року № 1028-ОД органом місцевого самоврядування є Генераловське сільське поселення.

## Населення
1. Н/Д[2]